# Parque nacional Müritz
El parque nacional Müritz (en alemán: Müritz-Nationalpark) es un parque nacional situado aproximadamente a medio camino entre Berlín y Rostock, en el sur del estado alemán de Mecklemburgo-Pomerania Occidental. Se extiende sobre 318 km² de las tierras alrededor del lago Müritz, en el distrito de la meseta de lagos de Mecklemburgo. Fue fundado en 1990.
Cerca de la ciudad de Waren los visitantes pueden obtener información sobre el parque nacional en el Müritzeum.
Las poblaciones de hayas de este parque completan desde 2011 la lista de hayedos primarios de los Cárpatos y otras regiones de Europa como patrimonio natural de la humanidad de la UNESCO. Son un ejemplo de testimonio ecológico histórico de Europa desde la última glaciación.

## Geografía
El parque nacional se divide en dos áreas: Müritz y Serrahn. La primera es la parte mayor y se extiende desde la orilla del lago Müritz hasta la ciudad de Neustrelitz. Serrahn, por su parte, se sitúa al este de Neustrelitz y es de menor superficie.
El paisaje viene definido por morrenas, sandur y planicies cercanas al nivel del mar. El 65% del territorio son bosques, el 12% son lagos, y la parte restante son zonas pantanosas y praderas. Cuenta el parque con unos 100 lagos, entre los que se halla el Bullow. Hay, adicionalmente, otras masas de agua menores, como riachuelos, o el río Havel, cuyas fuentes se encuentran entre la separación del Báltico y del mar del Norte.
Las ciudades de Waren y Neustrelitz son las más cercanas al parque.

## Fauna y vegetación

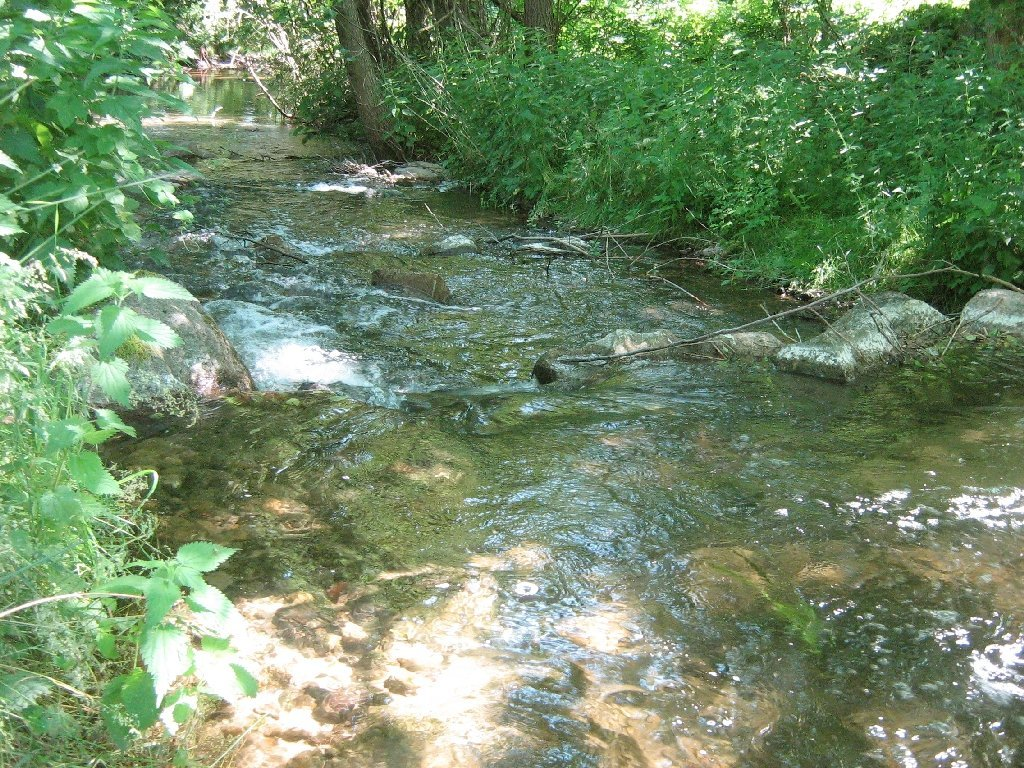
Imagen en el Parque nacional Müritz

Los animales más destacados son el ciervo rojo (Cervus elaphus), las grullas (Gruidae) y el pigargo europeo (Haliaeetus albicilla).
Otras aves que allí se encuentran son: el avetoro común (Botaurus stellaris), el chipe rojo (Cardellina rubra), el archibebe común (Tringa totanus) y el claro (Tringa nebularia), la cigüeña negra (Ciconia nigra), la cerceta común (Anas crecca), la cerceta carretona (Spatula querquedula) y el correlimos menudo (Calidris minuta)
Aparte de la naturaleza casi virgen, hay algunas áreas antes usadas para alimentar al ganado.